# Direcció general de Protecció Civil i Emergències
La Direcció general de Protecció Civil i Emergències és un òrgan de gestió del Ministeri de l'Interior que depèn orgànicament de la Subsecretaria d'Interior.
Des del 3 de febrer de 2012, el Director General de Protecció Civil i Emergències és el General Juan Antonio Díaz Cruz.

## Funcions
Corresponen directament a la Direcció general les següents funcions:
- La preparació de plans estatals de protecció civil o la competència de la qual tingui atribuïda per la normativa vigent.
- La realització d'estudis relatius a anàlisis de riscos, així com projectes pilot de caràcter preventiu que permetin fonamentar plans de prevenció d'emergències i catàstrofes.
- Informar i, si escau, sotmetre a avaluació de l'impacte sobre els riscos d'emergència de protecció civil els estudis tècnics preceptius, relatius a centres, establiments i dependències que vagin a desenvolupar activitats que puguin originar emergències de protecció civil, i el permís de la qual o autorització d'activitat correspongui a un òrgan de l'Administració General de l'Estat.
- El desenvolupament d'estudis i programes d'informació a la població, així com la promoció de l'autoprotecció ciutadana i corporativa, i de foment de la participació social en les activitats de protecció civil i emergències, així com de programes d'educació per a la prevenció a centres escolars.
- El desenvolupament de recerca i estudis sobre aspectes sociològics, jurídics, econòmics i uns altres rellevants per a les activitats de protecció civil i emergències.
- La confecció, execució i seguiment dels pressupostos de protecció civil.
- L'estudi i, si escau, la proposta de la declaració de zona afectada greument per una emergència de protecció civil i la tramitació de subvencions per a l'atenció de necessitats derivades d'aquesta declaració, així com la tramitació d'ajudes de caràcter pal·liatiu per atendre necessitats derivades d'altres sinistres i catàstrofes i la preparació de la normativa corresponent.
- La tramitació de subvencions i ajudes que facilitin la implantació dels plans de protecció civil de caràcter estatal o el desenvolupament d'activitats d'interès per a la protecció civil en aquest mateix àmbit i la preparació de la normativa corresponent.
- La gestió administrativa necessària per a la contractació d'obres, estudis i serveis i per a l'adquisició de béns.
- Coordinar la formació del personal del Sistema Nacional de Protecció Civil i orientar-la cap al desenvolupament de la competència tècnica necessària per donar respostes ràpides, coordinades i eficients a les emergències. Per a això establirà les directrius per a la programació i el funcionament de l'Escola Nacional de Protecció Civil.
- La coordinació de les relacions amb les Unitats de Protecció Civil de les Delegacions i Subdelegacions del Govern, i amb els òrgans competents en matèria de protecció civil de les Comunitats Autònomes i de les Administracions Locals, així com l'organització i portar la secretaria del Consell Nacional de Protecció Civil, de la seva Comissió Permanent i de les seves comissions tècniques i grups de treball.
- El manteniment de relacions tècniques amb organismes homòlegs d'altres països, especialment de la Unió Europea, del Mediterrani i d'Iberoamèrica, i la participació en les reunions dels organismes internacionals amb competències en protecció civil i emergències, així com en les comissions i grups de treball constituïts en el si de la Unió Europea.
- L'organització i manteniment d'un fons documental especialitzat que permeti la màxima difusió de la informació.
- L'organització i manteniment del Centre Nacional de Seguiment i Coordinació d'Emergències, de la Xarxa d'Alerta Nacional, de la Xarxa Nacional d'Informació, de les xarxes pròpies de comunicació per a emergències i d'altres infraestructures destinades a facilitar la gestió operativa en emergències.
- Actuar com a Centre de Coordinació Operatiu en Emergències d'Interès Nacional, així com punt de contacte nacional amb el Mecanisme Europeu de Protecció Civil.
- Realitzar el seguiment de les situacions d'emergència de protecció civil i, si escau, sol·licitar la mobilització de recursos extraordinaris, inclosa la Unitat Militar d'Emergències, així com coordinar les accions de l'Administració General de l'Estat en les situacions d'emergència que ho requereixin.
- Elaborar i divulgar periòdicament estadístiques i dades sobre emergències en l'àmbit de les competències del Departament.
- Organitzar exercicis i simulacres per a la implantació i manteniment dels plans estatals de protecció civil o la competència de la qual tingui atribuïda per la normativa vigent i, en general, per al manteniment de l'operativitat del Sistema Nacional de Protecció Civil.

## Llista de directors generals de Protecció civil i emergències
- Juan Antonio Díaz Cruz (2012-)
- María Victoria Eugenia Sánchez Sánchez (2011-2012)
- Pilar Gallego Berruezo (2008-2011)
- Francisco Javier Velázquez López (2006-2008)
- Celia Abenza Rojo (2004-2006)
- Juan San Nicolás Santamaría (1996-2004)
- Francisco Cruz de Castro (1993-1996)
- Pilar Brabo Castells (1988-1993)
- Antonio Martínez Ovejero (1987-1988)
- Antonio Figueruelo Almazán (1982-1987)
- Ezequiel Jaquete Molinero (1982)
- Federico Gallo Lacárcel (1980-1982)

## Estructura
De la Direcció general de Protecció Civil i Emergències depenen els següents òrgans:
- Subdirecció General de Prevenció, Planificació i Emergències.
- Subdirecció General de Gestió de Recursos i Subvencions.
- Unitat de Formació i Relacions Institucionals.

D'aquesta Direcció general també depèn l'Escola Nacional de Protecció Civil.